# وکتورها در ژن‌درمانی
ژن‌درمانی، که طی آن دی‌اِن‌اِی مورد نظر به داخل سلول‌های هدف انتقال می‌یابد، با روش‌های متعددی اجرا می‌شود که در ادامه خلاصه‌ای از این روش‌ها آورده شده‌است. دو گروه اصلی از روش‌های ژن‌درمانی روش‌های مبتنی بر استفاده از ویروس‌های نوترکیب (که گاهی نانوذرات زیستی یا وکتورهای ویروسی نامیده می‌شوند) و روش‌های غیرویروسی که از دی‌اِن‌اِی برهنه یا کمپلکس دی‌اِن‌اِی استفاده می‌کنند، هستند.

### ویروس‌ها
تمامی ویروس‌ها با الحاق به سلول میزبان و انتقال مواد ژنتیکی، چرخهٔ همانندسازی خود را درون سلول میزبان کامل می‌کنند. این مواد ژنتیکی «دستورالعمل‌های» پایه‌ای نحوهٔ تولید نسخه‌های زیادی از ویروس‌ها را به ژنوم میزبان انتقال داده و باعث می‌شود دستگاه همانندسازی سلول میزبان در راستای تأمین نیازهای ویروس فعالیت نماید. در نتیجه سلول میزبان نسخه‌های فراوانی از ویروس‌ها را که منجر به آلوده شدن سلول‌های بیشتری می‌شوند را تولید و حمل می‌کند. برخی از ویروس‌ها ژنوم خود را وارد سیتوپلاسم میزبان کرده اما به‌طور واقعی داخل سلول میزبان نمی‌شوند اما برخی دیگر از ویروس‌ها به غشای سلولی نفوذ کرده و به مولکول‌های پروتئینی مبدل و داخل سلول می‌شوند.
عفونت‌های ویروسی شامل دو نوع چرخهٔ لیتیک و لیزوژنی هستند. در چرخهٔ لیتیک، ویروس پس از جای دادن دی‌اِن‌اِی خود درون سلول میزبان به سرعت تولید ویروس‌های بیشتری کرده و در نتیجه سلول‌های بیشتری را آلوده می‌کند. ویروس‌هایی که وارد چرخهٔ لیزوژنی می‌شوند، دی‌اِن‌اِی خود را درون دی‌اِن‌اِی سلول میزبان ادغام کرده و ممکن است بتوانند سال‌ها در بدن میزبان زندگی کنند. این ویروس‌ها بدون تحریک قادرند خود را بدون تحمیل آسیب به سلول بازتولید کنند. تحریک، دی‌اِن‌اِی ویروس را از ژنوم میزبان آزاد و برای ایجاد ویروس‌های جدید به‌کار می‌رود. ویروس‌ها انواع مختلفی داشته که هر کدام می‌توانند برای اهداف خاص به عنوان وکتور در ژن‌درمانی استفاده شوند. در ادامه خلاصه‌ای از برخی ویروس‌ها که به عنوان وکتور هم مورد استفاده قرار می‌گیرند، آورده می‌شود.

#### رتروویروس‌ها
مواد ژنتیکی در رتروویروس‌ها از جنس مولکول‌های آراِن‌اِی بوده درحالی‌که مواد ژنتیکی سلول میزبان از جنس دی‌اِن‌اِی است. زمانی که رتروویروس یک سلول میزبان را آلوده می‌کند، آراِن‌اِی خود را به همراه برخی از آنزیم‌ها از جمله آنزیم رونوشت‌بردار معکوس و اینتگراز، وارد سلول میزبان می‌کند. مولکول‌های آراِن‌اِی رتروویروس‌ها پیش از ادغام با ژنوم میزبان بایستی به دی‌اِن‌اِی تبدیل شوند. فرایند تولید نسخهٔ دی‌اِن‌اِی از مولکول آراِن‌اِی، رونوشت‌برداری معکوس نامیده می‌شود. پس از این‌که یک نسخه از دی‌اِن‌اِی تولید و در هستهٔ سلول میزبان رها شد باید در ژنوم سلول میزبان ادغام شود. این فرایند به وسیلهٔ دیگر آنزیم‌های حمل شده در رتروویروس که اینتگراز نامیده می‌شوند انجام می‌گردد.
حال که مواد ژنتیکی ویروس جای داده شد می‌توان گفت که سلول میزبان با ژن‌های جدید تغییریافته‌است؛ و چنانچه بعدها سلول میزبان تقسیم شود زاده‌های آن حاوی ژن‌های جدید خواهند شد.

#### آدنوویروس‌ها
آدنوویروس‌ها ویروس‌هایی هستند که مواد ژنتیکی‌شان را در شکل دی‌اِن‌اِی دو رشته‌ای حمل می‌کنند. این ویروس‌ها سبب عفونت‌هایی همچون عفونت‌های تنفسی، روده‌ای و چشمی در انسان می‌شوند. زمانی که این ویروس‌ها یک سلول میزبان را آلوده می‌کنند مولکول‌های دی‌اِن‌اِی خود را به میزبان معرفی می‌کنند اما مواد ژنتیکی آدنوویروس در مواد ژنتیکی سلول میزبان ادغام نمی‌شود بلکه مولکول دی‌اِن‌اِی در هستهٔ سلول میزبان رها شده و ساختارهای دی‌اِن‌اِی خارجی درست مانند هر ژن دیگر رونویسی می‌شوند. تنها تفاوت آدنوویروس‌ها در این است که هنگام تقسیم سلول میزبان، ژن‌های خارجی همانندسازی نکرده در نتیجه سلول‌های حاصل از تقسیم سلولی ژن اضافی نخواهند داشت. در نتیجه درمان یک جمعیت سلولی در حال رشد با آدنوویروس‌ها نیازمند تزریق مجدد آن‌ها است.

#### ویروس هِرپِس سیمپلکس (HSV-1)
ویروس هرپس سیمپلکس یک ویروس نوروتروپیک انسانی است که عمدتاً برای انتقال ژن در دستگاه عصبی استفاده می‌شود. ویروس HSV-1 نوع وحشی از ویروس است که قادر به آلوده‌سازی نورون‌ها و فرار از پاسخ ایمنی میزبان است اما ممکن است این ویروس غیرفعال شده و تولید یک چرخهٔ لیتیک از همانندسازی ویروسی کند؛ بنابراین معمولاً از سویهٔ موتانت HSV-1 که در توانایی همانندسازی ناقص است استفاده می‌شود.

### روش‌های غیرویروسی
روش‌های غیرویروسی در مقایسه با روش‌های ویروسی دارای مزایای خاصی از جمله امکان تولید در مقیاس بالا و ایمنی ژنتیکی پایین میزبان هستند. سطوح پایین انتقال و بیان ژن از نقاط ضعف روش‌های غیرویروسی بوده‌اند که با پیشرفت‌های اخیر در فناوری وکتور باعث افزایش عملکرد مولکول‌ها شده و کارایی روش‌های غیرویروسی به سطح روش‌های انتقال مبتنی بر وکتورهای ویروسی شده‌است.

#### تزریق دی‌اِن‌اِی برهنه
تزریق دی‌اِن‌اِی برهنه روشی ساده برای انتقال دی‌اِن‌اِی به صورت غیرویروسی است. آزمایش‌های بالینی اجرا شده در زمینهٔ تزریق عضلانی پلازمیدهای حاوی دی‌اِن‌اِی برهنه با چندین بحث روبه‌رو است؛ در این روش در مقایسه با سایر روش‌ها میزان بیان کم است. علاوه بر آزمایش‌های انجام شده با پلازمیدها، آزمایش‌هایی با محصولات واکنش زنجیره‌ای پلیمراز (PCR) برهنه نیز انجام شده‌است. جذب سلولی دی‌اِن‌اِی برهنه به‌طور کلی ناکارآمد است. از این رو محققان روی بهبود کارایی جذب دی‌اِن‌اِی تمرکز کرده‌اند که باعث ایجاد روش‌های جدیدی شده‌است از جمله این روش‌ها می‌توان به الکتروپوریشن، سونوپوریشن و استفاده از «تفنگ ژن» که با استفاده از فشار بالای گاز، دی‌اِن‌اِی پوشش‌داده‌شده با ذرات طلا را به سلول پرتاب می‌کند، اشاره کرد.

### روش‌هایی فیزیکی جهت بهبود انتقال دی‌اِن‌اِی

#### الکتروپوریشن
الکتروپوریشن روشی است که از پالس‌های کوتاهی از ولتاژ بالا برای حمل دی‌اِن‌اِی در امتداد غشای سلولی استفاده می‌کند. تصور می‌شود که این شوک، سبب شکل‌گیری موقت منافذ در غشای سلولی شده و این منافذ موجب انتقال مولکول دی‌اِن‌اِی می‌گردد.

#### تفنگ ژنی
استفاده از بمباران ذرات یا تفنگ ژنی روش فیزیکی دیگری برای انتقال دی‌اِن‌اِی است. در این فناوری، دی‌اِن‌اِی بر روی ذرات طلا پوشیده شده و درون وسیله‌ای که به منظور دستیابی به نفوذ دی‌اِن‌اِی تولید نیرو می‌کند، بارگذاری می‌شود.

#### سونوپوریشن
سونوپوریشن از فرکانس‌های اولتراسونیک برای ورود دی‌اِن‌اِی به درون سلول‌ها استفاده می‌کند. تصور می‌شود که فرایند حفره‌زایی صوتی غشای سلولی را تخریب کرده و بدین طریق منجر به حرکت دی‌اِن‌اِی به درون سلول می‌شود.

#### Magnetofection
در این روش دی‌اِن‌اِی با ذرات مغناطیسی ترکیب شده و یک آهنربا در زیر دیسک کشت بافت برای رساندن این ترکیب حاوی دی‌اِن‌اِی در تماس با یک لایهٔ سلولی قرار می‌گیرد.

#### انتقال هیدرودینامیکی
انتقال هیدرودینامیکی شامل تزریق حجم بالایی از محلولی هیدرودینامیکی به عروقی مانند بزرگ‌سیاهرگ زبرین و مجرای صفراوی است. این محلول حاوی مولکول‌هایی مانند دی‌اِن‌اِی یا آران‌ای کوچک مداخله‌گر (siRNA) است که به درون سلول‌ها هدایت می‌شوند. انتقال این مولکول‌ها به درون سلول به وسیلهٔ فشار هیدرواستاتیک بالای ایجاد شده از طریق حجم بالای محلول تزریق‌شده انجام می‌شود.

### روش‌هایی شیمیایی جهت بهبود انتقال دی‌اِن‌اِی

#### اولیگونوکلئوتیدها
استفاده از اولیگونوکلئوتیدهای سنتزی در ژن‌درمانی به منظور غیرفعال‌سازی ژن‌های درگیر در ایجاد بیماری به چندین روش استفاده می‌شوند. یکی از استراتژی‌های این روش، استفاده از قطعات آنتی‌سنس علیه ژن بیماری‌زا به منظور تخریب رونویسی آن است. در استراتژی دیگر از مولکول‌های کوچک آران‌ای، که آران‌ای کوچک مداخله‌گر (siRNA) نامیده می‌شوند، برای علامت دادن به سلول جهت شکستن آران‌ای پیام‌رسان ژن بیماری‌زا در توالی‌هایی خاص است، این شکست، تخریب‌کنندهٔ فرایند ترجمهٔ آران‌ای پیام‌رسان بوده در نتیجه بیان ژن بیماری‌زا دچار اختلال می‌شود. در استراتژی دیگر از اولیگونوکلئوتیدهایی دورشته‌ای به عنوان طعمه‌ای برای فاکتورهای رونویسی مورد نیاز برای رونویسی ژن هدف استفاده می‌کند. فاکتورهای رونویسی به تله‌های پروموتر (Promoter) ژن معیوب، متصل و رونویسی از ژن هدف که باعث بروز بیماری می‌شود را کاهش می‌دهند.

#### لیپوپلکس‌ها
یکی از لازمه‌های بهبود انتقال دی‌اِن‌اِی جدید به درون سلول، حفاظت دی‌اِن‌اِی از صدمات و (بار مثبت) است. بدین منظور در ابتدا، از چربی‌های آنیونی و خنثی برای ساخت لیپوپلکس‌هایی با نقش وکتورهای مصنوعی استفاده می‌شدند. علی‌رغم سمیت کم و سازگاری بالای این ترکیبات با مایعات بدن، تولید آن‌ها پیچیده و وقت‌گیر بوده و توجهات به سمت تولید نسخه‌های کاتیونی پیش رفت.
با توجه به بار مثبت لیپیدهای کاتیونی، از آن‌ها اولین بار به منظور متراکم‌سازی مولکول‌های دی‌اِن‌اِی و برای تسهیل کپسوله کردن آن‌ها درون لیپوزوم‌ها استفاده شد. اندکی بعد مشخص شد که استفاده از لیپیدهای کاتیونی به‌طور معناداری پایداری لیپوپلکس‌ها را ارتقا می‌دهد. همچنین با توجه به بار مثبت آن‌ها لیپوزوم‌های کاتیونی با غشای سلولی تعامل می‌کنند. اعتقاد است که اندوسیتوز به‌طور گسترده‌ای روش اصلی جذب لیپوپلکس‌ها توسط سلول است. متداول‌ترین استفاده از لیپوپلکس‌ها در انتقال ژن به درون سلول‌های سرطانی است.

#### پلیمرزوم‌ها
پلیمرزوم‌ها انواع سنتزی لیپوزوم‌های (حاملینی با دو لایهٔ لیپیدی) ساخته شده از کوپلیمرهای آمفی‌پاتیک هستند که می‌توانند هم محتوای آبدوست و هم آبگریز را کپسوله و برای تحویل بارهایی مانند دی‌اِن‌اِی، پروتئین‌ها و داروها به سلول‌ها استفاده شوند. مزیت آن‌ها نسبت به لیپوزوم‌ها پایداری بالاتر، مقاومت مکانیکی و زمان گردش خون بالاتر و ظرفیت ذخیره‌سازی بیشتر است.

#### پلی‌پلکس‌ها
ترکیب دی‌اِن‌اِی با پلیمرها، پلی‌پلکس نامیده می‌شود. بیشتر پلی‌پلکس‌ها شامل پلیمرهای کاتیونی بوده که ساخت آن‌ها بر اساس خودگردهمایی ناشی از برهمکنش‌های پلی‌پلکس‌ها انجام می‌شود.

#### دندریمرها
یک دندریمر مولکولی پرشاخه با ساختاری کروی است که سطح ذرات آن ممکن است با استفاده از روش‌های متعددی عامل‌دار شود. بسیاری از خواص ساختاری دندریمرها به وسیلهٔ سطح آن‌ها تعیین می‌شود. در حضور مواد ژنتیکی مانند دی‌اِن‌اِی و آران‌ای امکان ارتباط میان اسیدهای نوکلئیک دارای بار منفی با دندریمرهای کاتیونی وجود دارد.

#### نانوذرات غیرآلی
نشان داده شده که نانوذرات غیرآلی مانند طلا، سیلیکا، اکسید آهن و کلسیم فسفات قادر به انتقال ژن هستند. از مزایای این مواد می‌توان به پایداری ذخیره‌ای، هزینهٔ تولید کم و اغلب ایمنوژنیستی کمتر و مقاومت در برابر حملات میکروبی اشاره نمود.

#### پپتیدهای نفوذکننده به سلول
پپتیدهای نفوذکننده به سلول، پپتیدهای کوتاهی (۴۰˂ آمینو اسید) هستند که به‌طور کارایی، درحالی‌که به‌صورت کوالانسی یا غیرکووالانسی به مولکول‌های متنوعی متصل هستند از غشای سلولی عبور می‌کنند؛ بنابراین قادر به تنظیم ورود مولکول‌هایی همچون اسیدهای نوکلئیک، لیپوزوم‌ها و داروهایی با وزن مولکولی کم به داخل سلول‌ها هستند.

### روش‌های ترکیبی (هیبریدی)
از آنجا که هر کدام از روش‌های انتقال ژن دارای نواقص و معایبی هستند، چندین روش ترکیبی نیز ایجاد شده‌است. وایروزوم‌ها که از ترکیب لیپوزوم‌ها با ویروس‌های غیرفعال‌شدهٔ آنفلوانزا یا اِچ‌آی‌وی ایجاد می‌شوند نمونه‌ای از وکتورهای ترکیبی هستند. در روش‌های ترکیبی کارایی انتقال ژن افزایش می‌یابد.